# Зелінський Ігор Петрович
І́гор Петро́вич Зелі́нський (* 16 липня 1933, м. Первомайськ, Миколаївської області — † 24 жовтня 2002, м. Одеса) — український вчений, доктор геолого-мінералогічних наук, член низки вітчизняних та зарубіжних академій, Лауреат Державної премії України 1996 р., в 1987—1995 роках — ректор Одеського державного університету ім. І. І. Мечникова (нині — Одеський національний університет імені І. І. Мечникова), заслужений діяч науки і техніки України.

## Біографія
І. П. Зелінський народився 16 липня 1933 р. у місті Первомайську Миколаївської області, в сім'ї військовослужбовця.
Його батько П. П. Зелінський загинув, обороняючи Севастополь в 1942 р. Шкільні роки І. П. Зелінського проходили по черзі то в Москві, то в Миколаєві, де він переходив із класу в клас з похвальними грамотами. Мрія стати геологом народилась у 6-7 класі, коли улюбленою дисципліною була географія. Закінчивши школу в Миколаєві у 1952 р. із золотою медаллю він в цьому ж році став студентом першого курсу геолого-географічного факультету ОДУ імені І. І. Мечникова.
Його дипломна робота була присвячена прогнозу перетворення зсувних схилів Каховського водосховища, відзначаючи нетривіальний науковий підхід до оцінки стійкості зсувних схилів та відкосів.
У 1957 р.  з відзнакою закінчує ОДУ і з серпня того ж року почав виробничу діяльність, яка тривала до січня 1969 р. — часу вступу до стаціонарної аспірантури Московського державного університету ім. М. В. Ломоносова.
За цей час (1957—1969 рр.)  він пройшов шлях від дільничого геолога до начальника управління. У травні 1970 р. він захистив у Московському університеті кандидатську дисертацію на тему «Інженерно-геологічний аналіз ефективності протизсувних споруд м. Одесси», де широко були застосовані методи моделювання зсувів та метод оцінки стійкості зсувних схилів, який принципово відрізнявся від усіх відомих та спирався на сучасні досягнення теорії поля.
Починаючи з серпня 1970 р., під час епідемії холери в Одесі, працював волонтером у холерному шпиталі. З вересня 1970 р. почав працювати у Одеському державному університеті ім. І. І. Мечникова, де пройшов шлях від старшого викладача до професора, завідувача кафедри інженерної геології та гідрогеології. З 1972 р. керував аспірантурою та докторантурою, очолював Спецраду із захисту кандидатських та докторських дисертацій. Декан геолого-географічного факультету (1970—1979 рр.)
Докторську дисертацію захистив у жовтні 1980 р. в МДУ по темі «Теорія та методика моделювання зсувів». Викладацьку й наукову діяльність поєднував з адміністративною — працював проректором з навчальної (1979—1980 рр.) та наукової (1980—1985 рр.) роботи до ректора.
На посаду ректора ОДУ імені І. І. Мечникова був обраний у червні 1987 р., і в травні 1995 року він залишив посаду ректора за станом здоров'я. На роки його ректорства припадають: в 1990 р. відкриття фізико-математичного Рішельєвського ліцею при ОДУ імені І. І. Мечникова; в 1991 р. злиття з університетом Інституту соціальних наук; в 1992—1993 рр. — створення у структурі ОДУ імені І. І. Мечникова на базі факультетів Юридичного інституту та Інституту математики, економіки і механіки (МЕМ) — вперше в Україні; в 1993 р. на базі Міністерства освіти України та Академії інженерних наук України в університеті був організований Інститут фізики горіння.1990 р. Одеський національний університет імені І. І. Мечникова став учасником Європейської та Євразійської асоціації та пройшов міжнародну атестацію.
У 1994 р. І. П. Зелинський був обраний академіком та віце-президентом Міжнародної Академії наук Євразії, був дійсним членом Академії інженерних наук, Екологічної академії наук, Академії наук вищої школи України.
До 1997 р. працював завідувачем кафедри інженерної геології та гідрогеології, з 1997 р. — професором цієї ж кафедри, продовжував читати лекції студентам. З 1997 р. він очолив наукову секцію Одеського будинку вчених.
Понад 40 років свого життя присвятив Одеському державному університету імені І. І. Мечникова.
Автор близько 150 наукових праць, серед яких 5 підручників та навчальних посібників, 7 монографій і більш ніж 130 статей.
У 1988 р. І. П. Зелінского було обрано народним депутатом СРСР та членом Президії Верховної Ради СРСР.
Лауреат Державної премії України в галузі науки і техніки 1996 р. за працю «Закономірності деформації верхньої частини тектоносфери Землі, що встановлені теоретичними і експериментальними методами» — у колективі авторів, зокрема, з Є. А. Черкезом, О. А. Ханонкіним, К. Ф. Тяпкіним та В. М. Гонтаренком.
Помер в ніч на 24 жовтня 2002 р. Похований на Другому християнському цвинтарі, де йому поставлено пам'ятник.

## Наукова діяльність
Основні напрямки наукової роботи вченого стосуються геодинаміки:
1. Вивчення геологічних процесів
2. Зсувознавство та вивчення зсувів
3. Проектування та будівництво протизсувних споруджень та вивчення їх ефективності
4. Вплив геологічної різнорідності на структуру полів напруги
5. Розробка методів оцінки стійкості схилів та відкосів
6. Розробка теоретичних основ та практики моделювання геодинамічних процесів (метод електрогеодинамічних аналогій ЕГА)
7. Вивчення та математичний опис геодинамічного потенційного поля Землі для задач інженерної геодинаміки
8. Розробка основ математичної геології

На базі розробленої ним теорії геодинамічного поля зроблено прогноз стійкості зсувних схилів Одеси, припортового заводу в Григорівці, в Ульяновську, Саратові, Вольську на Волзі, у Варні.
Був консультантом з будівництва:
- Протизсувних споруд від Ланжерону до Аркадії,
- Пішохідної дороги «траса „Здоров'я“»,
- Палацу спорту,
- Підвісної канатної дороги в Отраді,
- Мосту через Воєнний спуск,
- Ставків в дендропарку Перемоги.

Розробляв план укріплення одеських катакомб.
Створив одеську школу гідрогеології. Як педагог, підготував 15 кандидатів і 3 докторів наук. Читав курси «Динаміка підземних вод», «Механіка ґрунтів», «Інженерно-геологічні прогнози та моделювання».
Спеціаліст з інженерної геодинаміки. За його розрахунками побудовано тисячі кілометрів доріг, проекти втілювалися й на Чукотці, й в Каїрі.

## Наукові праці
- Инженерно-геологические прогнозы и моделирование. — К. : Вища шк., 1987. — 208 с.
- Математические методы в задачах инженерной геологии. — Одесса: Весть, 1993. — 234 с.
- Оползни северо-западного побережья Черного моря, их изучение и прогноз. — К. : Наук. думка, 1993. — 226 с.
- Геомеханика. — Одесса: Астропринт, 1998. — 255 с.